# Park Narodowy Forillon
Park Narodowy Forillon (fr. Parc national Forillon, ang. Forillon National Park) – park narodowy położony we wschodniej części prowincji Quebec, w Kanadzie. Park został utworzony w 1970, na powierzchni 244 km². Krajobraz parku jest stosunkowo zróżnicowany. W jego skład wchodzą m.in. lasy, wydmy, klify, wodospady. 

## Fauna
Na terenie Parku Narodowego Forillon występuje wiele gatunków zwierząt, wśród których można wymienić: walenia, fokę, baribala, łosia.

## Galeria

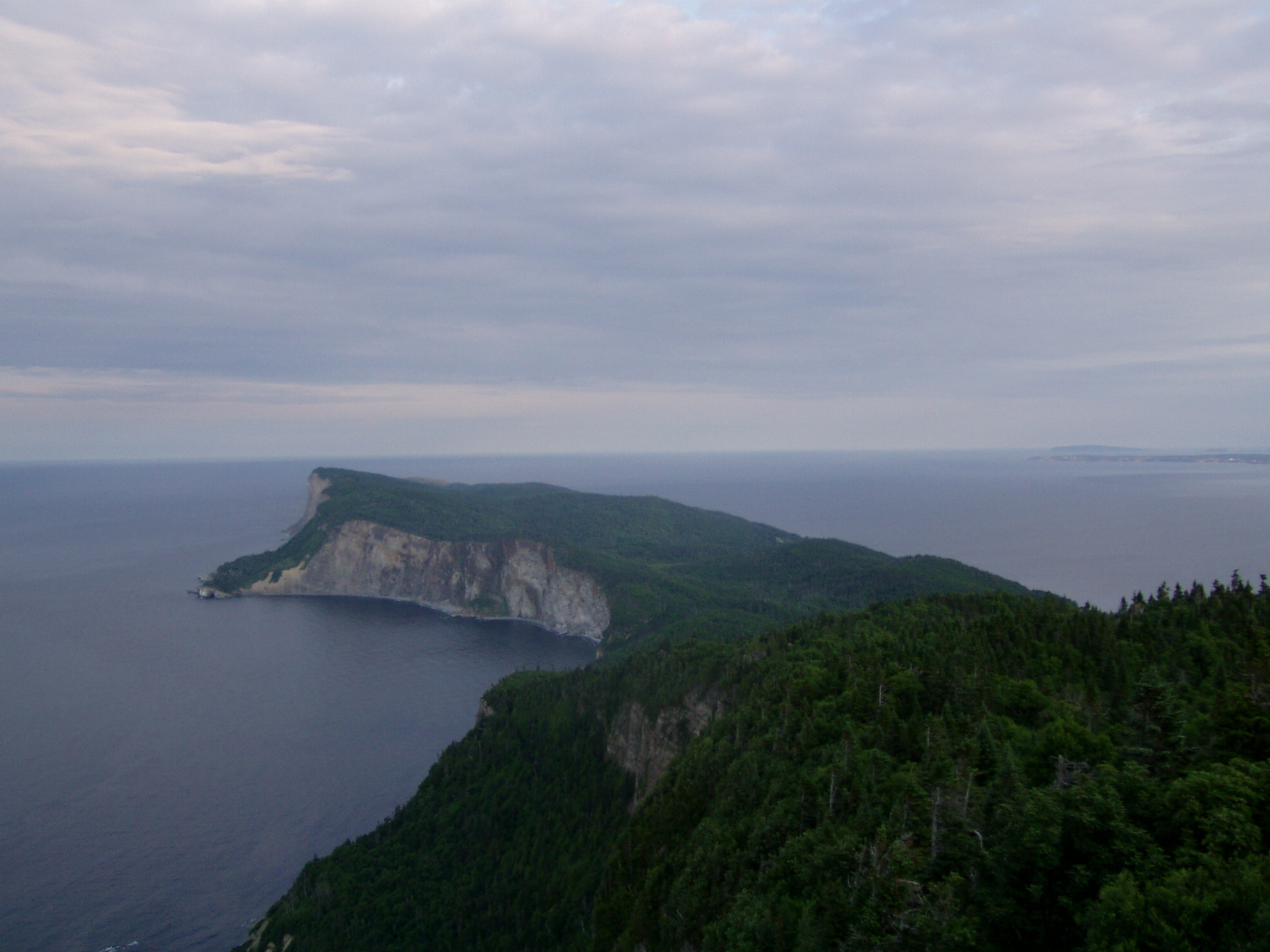
Półwysep Forillon
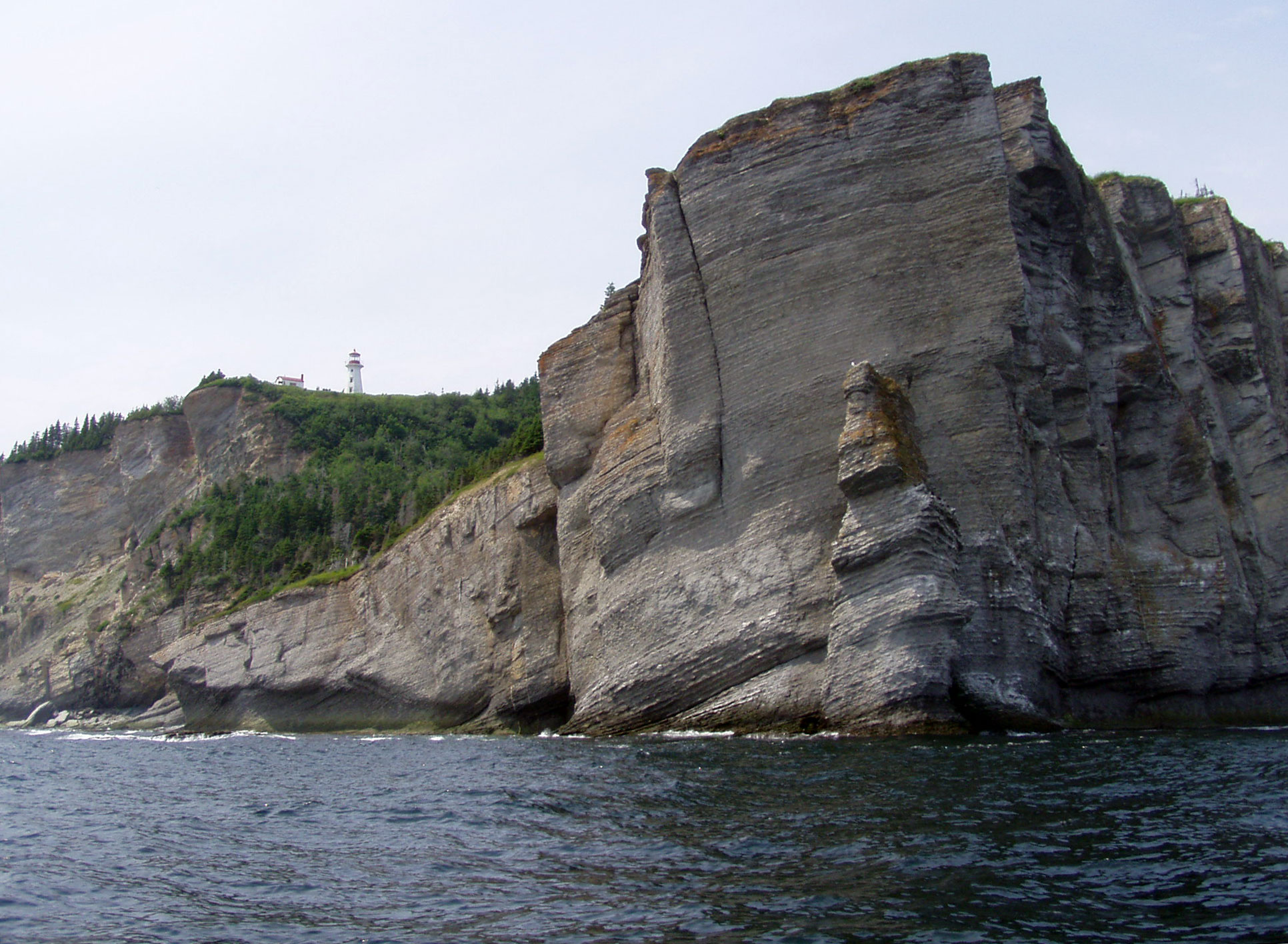
Formacja skalna zwana "Le Vieux" (Stary człowiek) oraz latarnia morska Cap Gaspé
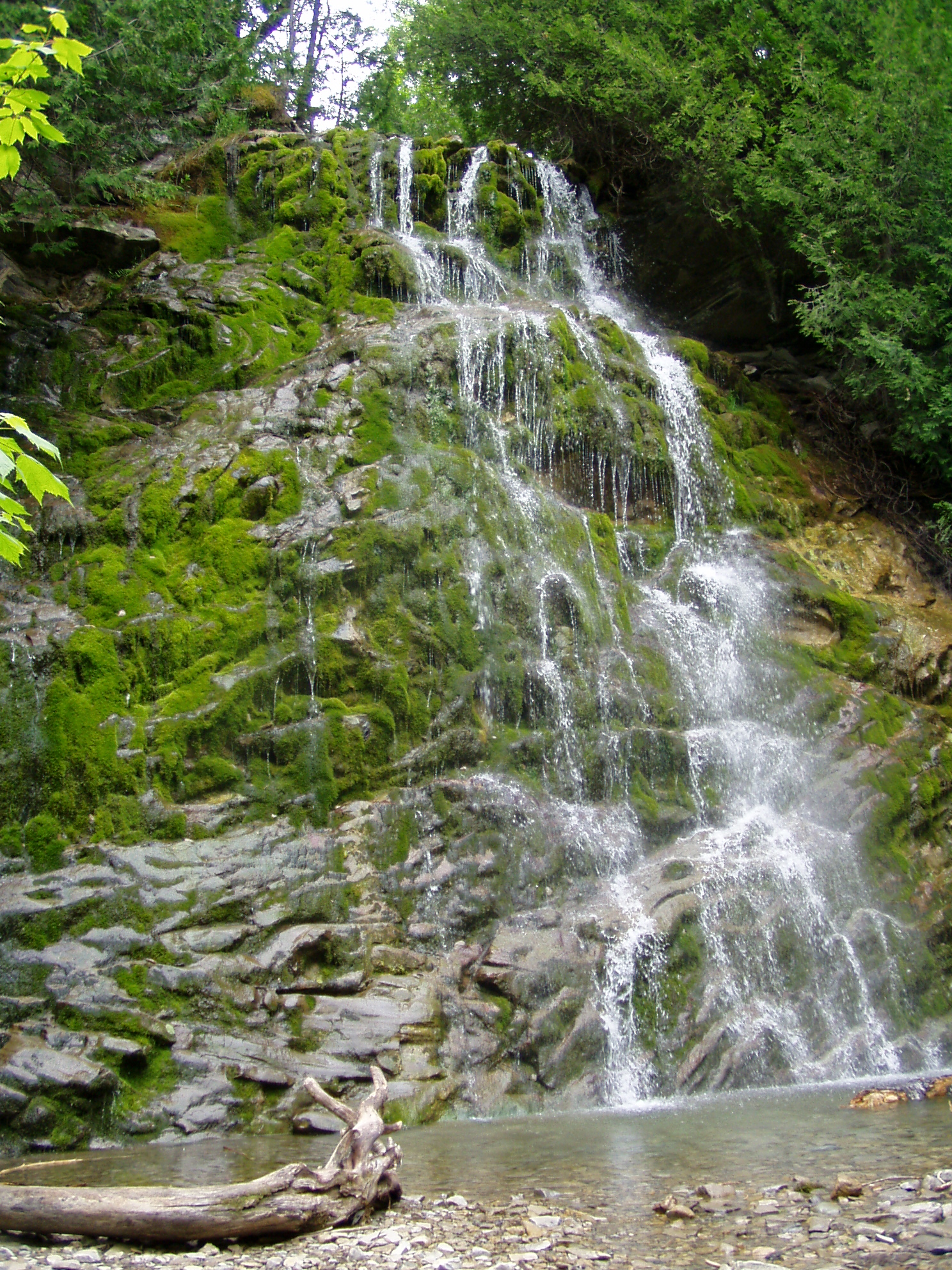
Wodospad wzdłuż szlaku "La Chute"
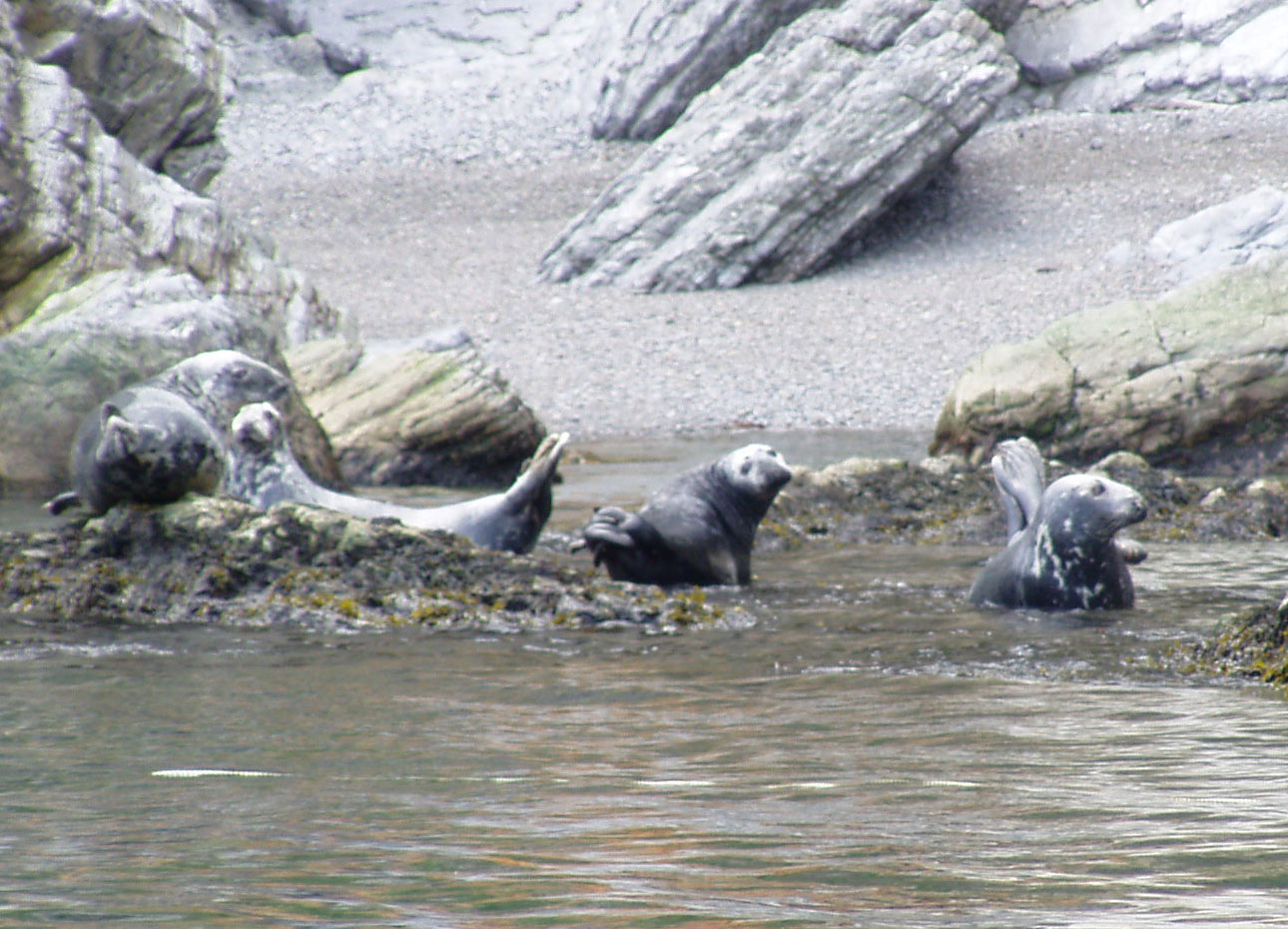
Foki w parku